# Jean Rony Cadot
Jean Rony "J.R." Cadot (nacido el 7 de mayo de 1987 en Nasáu, Bahamas) es un jugador de baloncesto bahameño. Con una altura oficial de 1,96 metros, juega en la posición de alero. Es internacional con la selección nacional de Bahamas.

## Trayectoria
Comenzó su etapa de formación universitaria en el Sheridan College de Wyoming, de donde pasó a la Universidad de Texas Christian para jugar con los Frogs en la Division I de la NCAA, completando su ciclo en 2012 con unos promedios de 11,3 puntos y 7 rebotes.
Debutó como jugador profesional en el MBK SPU Nitra de la liga eslovaca en la temporada 2012/13 y posteriormente jugó en la segunda división islandesa con el UMF Skallagrimur Borganes en 2015/16 y en el Piratas de los Lagos de la liga ecuatoriana en 2016. En la temporada 2016/17 recala en la Liga LEB Plata española con el Zornotza Saski, registrando medias de 10,5 puntos y 4,8 rebotes. 
En 2017 fue elegido en el puesto 13 del draft de la liga canadiense y realiza la pretemporada con el Windsor Express, aunque en diciembre de 2017 regresa a España tras firmar con el Basket Navarra de LEB Plata. Tras disputar 8 partidos se desvincula del club iruñés y en marzo se incorpora al Real Canoe, equipo que finalmente abandona en el mes de abril tras haber participado en cinco encuentros.
En febrero de 2019 se incorpora al CB Morón, de LEB Plata, disputando 15 partidos hasta el final de la temporada 2018/19.